# 比叡山頂駅
比叡山頂駅（ひえいさんちょうえき）は、京都府京都市左京区にある、京福電気鉄道叡山ロープウェイの駅。同路線の終点である。路線とともに毎年冬季（12月初旬から3月中旬のうち正月三が日を除く期間、週末の位置により毎年運休期間は多少変化する）は休業する。

## 歴史
- 1956年（昭和31年）7月5日：開業。

## 駅構造
頭端式ホーム1面2線を持つ地上駅で、階段状になっている。

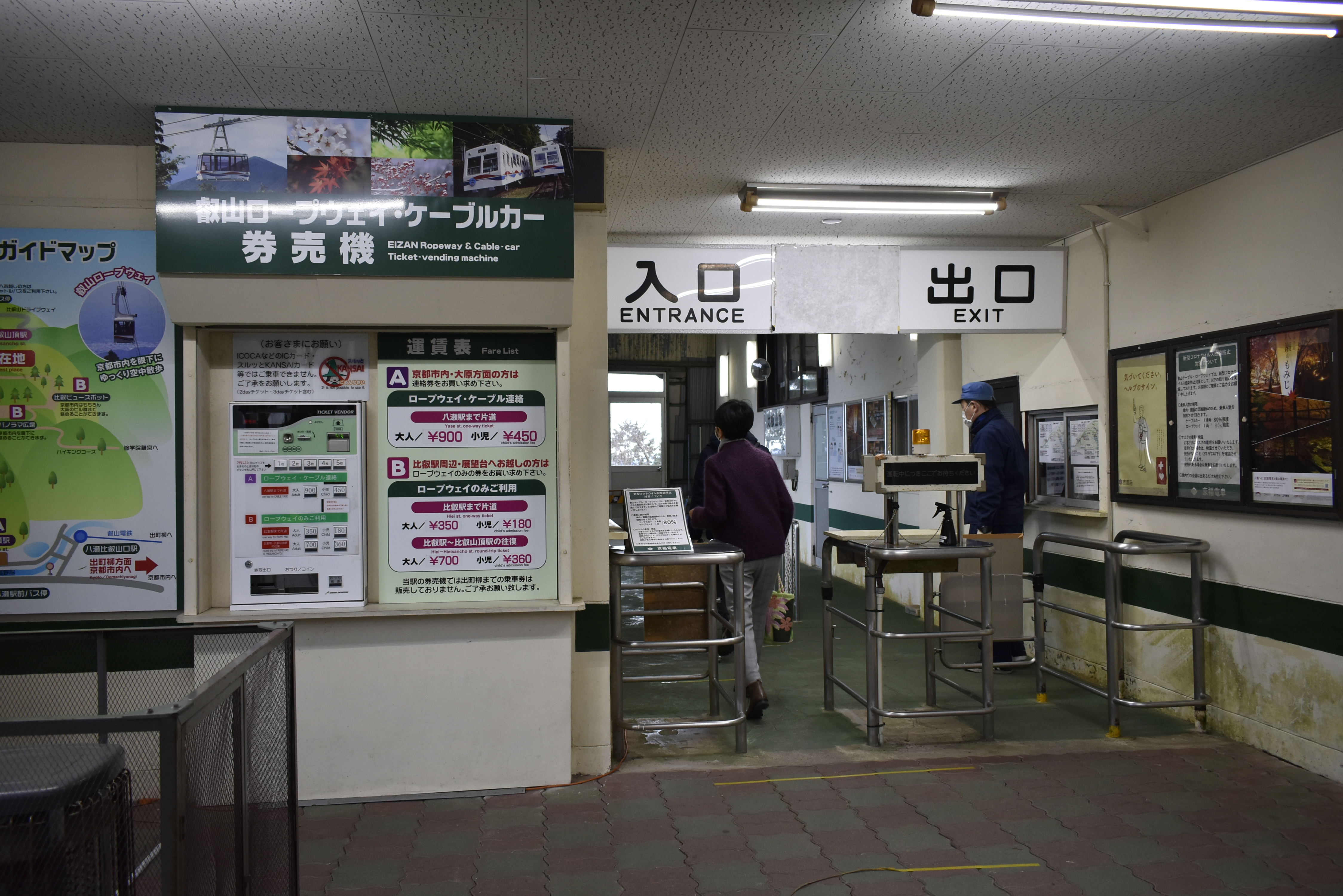
改札（2020年11月）
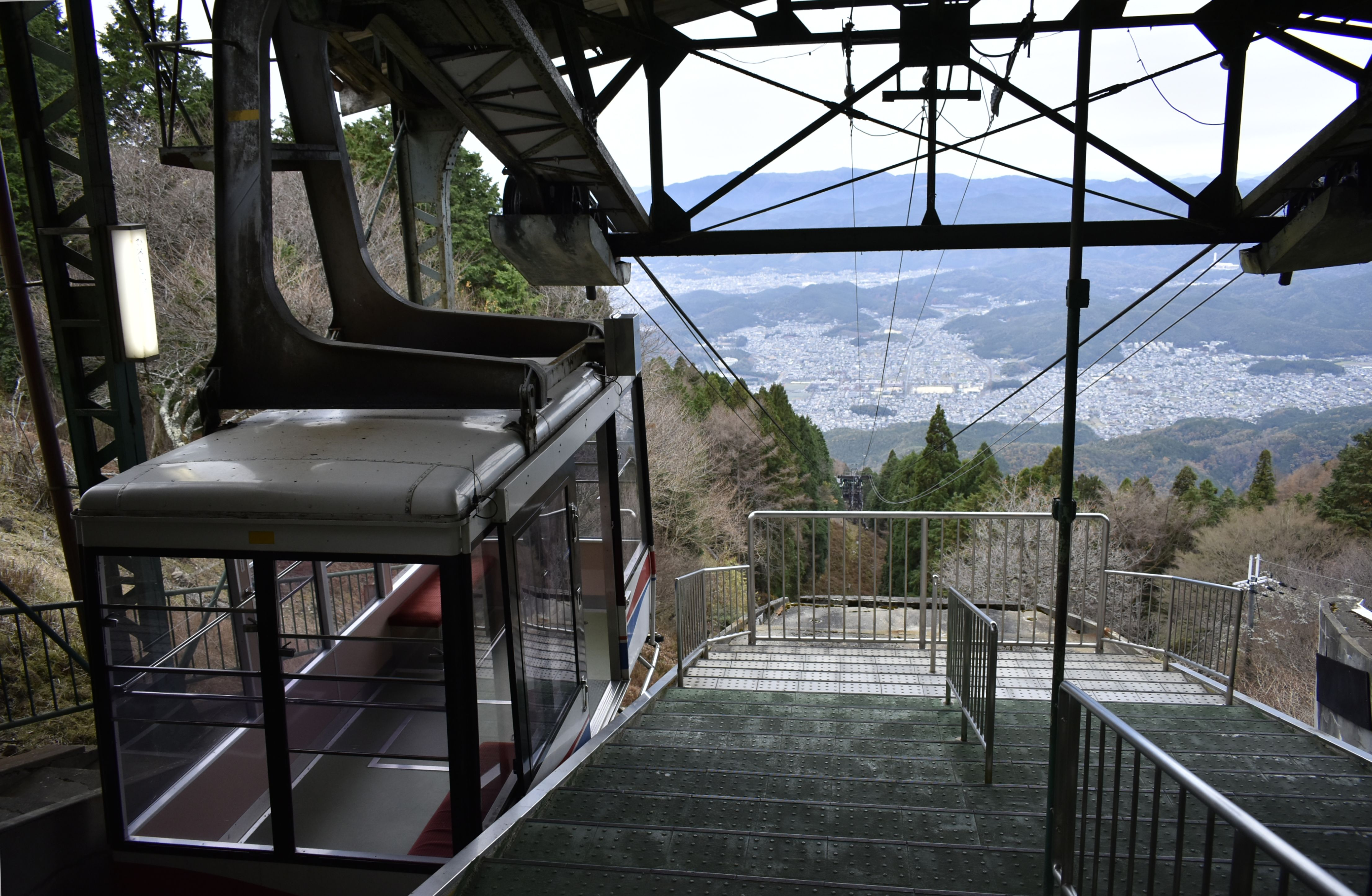
ホーム（2020年11月）
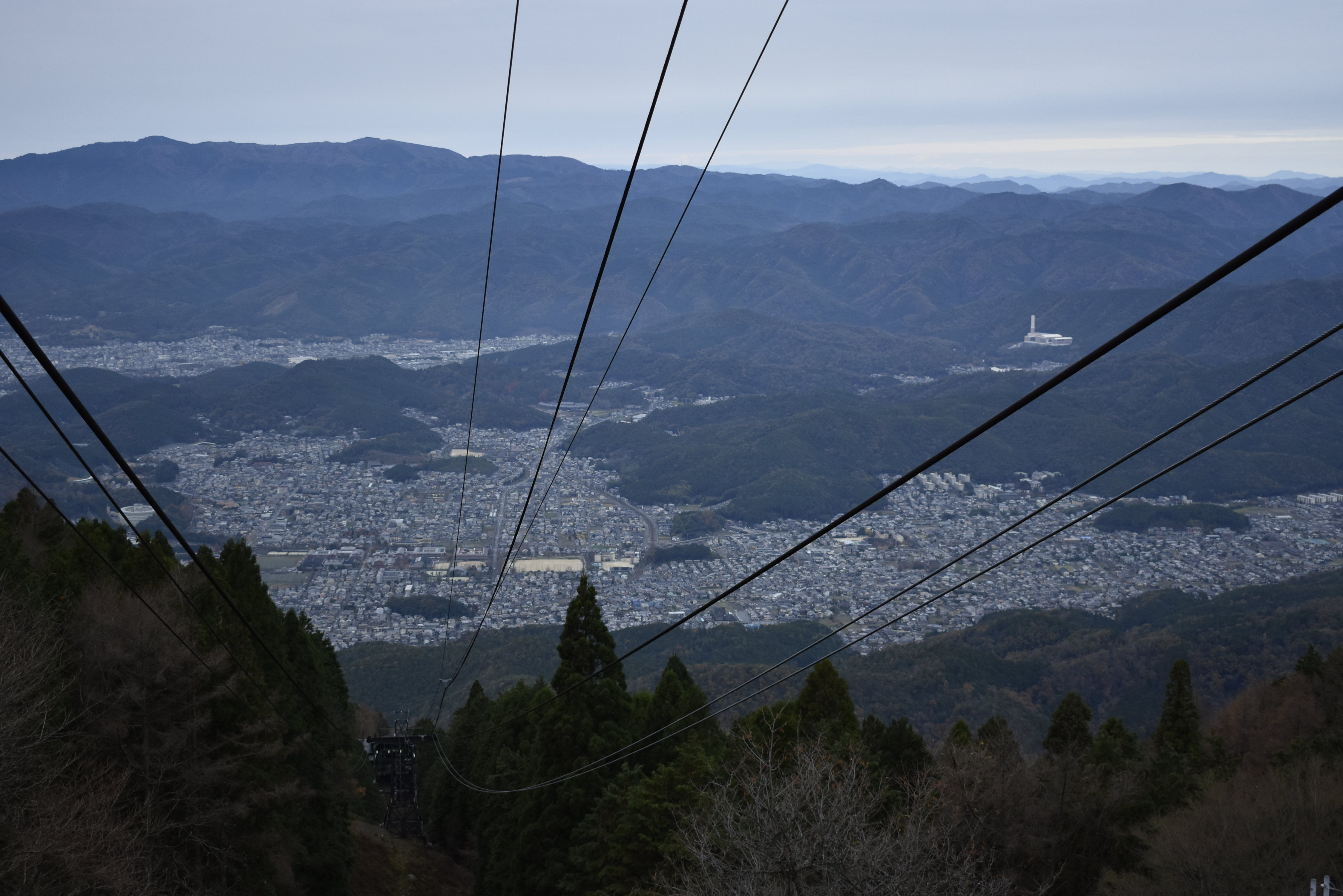
ホームから京都市街を望む（2020年11月）

## 駅周辺
当駅はガーデンミュージアム比叡（かつての比叡山頂遊園地）の西側にある、ローズゲートに隣接する。なお、当駅付近のマップは「比叡山ハイキングマップ」を参照されたい。

## バス路線
ガーデンミュージアム比叡の東側にあるプロヴァンスゲートの前に「比叡山頂」停留所があり、下記の各路線が乗り入れるが、冬期になるとほぼ全路線が運休する。なお、各路線とも地下鉄・バス一日券を使用することはできない。
- 江若交通
  - 140系統：堅田駅西口
  - 141系統：延暦寺バスセンター
  - 142系統：横川（）
- 京都バス
  - 51系統：京都駅
- 京阪バス
  - 56系統：三条京阪
  - 57系統：京都駅

## 隣の駅
京福電気鉄道
叡山ロープウェイ
ロープ比叡駅 - 比叡山頂駅